# جاك فؤاد أكار
جاك فؤاد أكار (موليد 13 أبريل 1931 - 27 مارس 2020) كان طبيبا فرنسيا وعالم أحياء دقيقة متخصصًا في المضادات الحيوية.